# Richfield (Kansas)
Richfield és una població dels Estats Units a l'estat de Kansas. Segons el cens del 2000 tenia 48 habitants.

## Demografia
Segons el cens del 2000, Richfield tenia 48 habitants, 25 habitatges, i 14 famílies. La densitat de població era de 18,5 habitants/km².
Dels 25 habitatges en un 20,0% hi vivien nens de menys de 18 anys, en un 52,0% hi vivien parelles casades, en un 4,0% dones solteres, i en un 44,0% no eren unitats familiars. En el 40,0% dels habitatges hi vivien persones soles el 28,0% de les quals corresponia a persones de 65 anys o més que vivien soles. El nombre mitjà de persones vivint en cada habitatge era d'1,92 i el nombre mitjà de persones que vivien en cada família era de 2,57.
Per edats la població es repartia de la següent manera: un 16,7% tenia menys de 18 anys, un 4,2% entre 18 i 24, un 22,9% entre 25 i 44, un 33,3% de 45 a 60 i un 22,9% 65 anys o més.
L'edat mediana era de 52 anys. Per cada 100 dones de 18 o més anys hi havia 81,8 homes.
La renda mediana per habitatge era de 37.813 $ i la renda mediana per família de 42.500 $. Els homes tenien una renda mediana de 33.750 $ mentre que les dones 12.083 $. La renda per capita de la població era de 16.974 $. Cap de les famílies i el 10,3% de la població estaven per davall del llindar de pobresa.

## Poblacions més properes
El següent diagrama mostra les poblacions més properes.